# Wicca gardneriana
La wicca gardneriana o tradizione gardneriana è generalmente definita come la tradizione più antica tra quelle esistenti della religione wicca. Prende il nome da Gerald Gardner ed è basata sul suo insegnamento. È considerata una delle tradizioni "ortodosse" della wicca, sebbene in questa religione o percorso spirituale non esista un'ortodossia, ma soltanto un'ortoprassi.
Gardner era un funzionario pubblico ed esoterista britannico, che visse fin da ragazzo e lavorò per parecchi anni tra la Malaysia e il Borneo. Raggiunta l'età della pensione, tornò in Inghilterra dove, secondo il mito fondazionale della wicca, nel 1939 fu iniziato nella New Forest Coven, una congrega segreta presente nella zona di New Forest, a un'antica religione misterica (l'antica religione), che aveva perpetuato i culti esoterici e stregoneschi medievali, perseguitati come stregoneria dalle autorità politiche e religiose, culti che a loro volta erano una sopravvivenza di religioni pagane dell'Europa antica, tramandate lungo i secoli. La veridicità delle esperienze di Gardner rimane controversa.
Gardner rielaborò ciò che avrebbe appreso, trasformandolo in una religione misterico-iniziatica più adatta all'età contemporanea, che chiamò the Craft (l'Arte) o the Old Religion (la Vecchia Religione) e che successivamente prese il nome di wicca. Iniziò a renderla pubblica nel 1954, dando alle stampe Witchcraft Today, seguito nel 1960 da The Meaning of Witchcraft.
Gardner riscrisse completamente, assieme a Doreen Valiente, gran parte della ritualistica, traendo spunto dalle grandi correnti esoteriche presenti nell'Inghilterra dell'epoca. Con l'aiuto di molti altri, riuscì a dare vita a una serie di coven (congreghe) in Gran Bretagna, dalle quali si sarebbe poi sviluppata la tradizione gardneriana, prima manifestazione del multiforme fenomeno costituito dalla wicca, nei suoi vari sviluppi e diramazioni.
Come testimoniò Doreen Valiente l'introduzione del termine Gardnerian  per indicare questa tradizione fu coniato da Robert Cochrane per distinguere la sua forma di stregoneria da quella appunto di Gardner.

## Storia
Secondo il mito fondazionale della wicca, Gerald Gardner, alcuni anni dopo il rientro in madrepatria dall'Oriente, avrebbe incontrato una donna, celata sotto lo pseudonimo di Dafo, che lo avvicinò a una coven di Highcliffe nel New Forest, la New Forest Coven, dove si praticava una religione misterica, tramandata in segreto da secoli, bollata come stregoneria dalle autorità e considerata una sopravvivenza dell'antico paganesimo praticato in Europa prima della cristianizzazione. Dafo fu in seguito identificata con Edith Rose Woodford-Grimes, che Gardner definì la prima sacerdotessa della sua coven e che probabilmente fu anche la sua amante.
Gardner visse l'esperienza dell'iniziazione al culto misterico nel 1939 ad opera di Vecchia Dorothy. Doreen Valiente, una delle prime alte sacerdotesse iniziate da Gardner, ritiene che Old Dorothy fosse Dorothy Clutterbuck Fordham, un'ex colona britannica, dama della buona società, rientrata in patria dall'India, della quale si tratta anche nel libro A Witches' Bible di Janet e Stewart Farrar.
Gardner fondò con Dafo tra il 1948 e il 1949 una coven separata da quella di New Forest, che stabilì la sua sede a Bricket Wood, nell'area verde a nord di Londra, presso una zona riservata al naturismo. Quando nel 1952 la salute di Dafo iniziò a peggiorare, Gardner stava cominciando a rendere pubblica la wicca, approfittano dell'abolizione nel 1951 dell'ultimo Witchcraft Act (Legge sulla stregoneria), che proibiva le forme di religiosità stregonica. Nel 1953 Gardner incontrò Doreen Valiente, che in seguito fu iniziata alla wicca fino al terzo grado e sostituì Dafo, che si era ritirata a vita privata per l'età avanzata e perché disapprovava la decisione di Gardner di far emergere la wicca dalla segretezza.
Nello stesso tempo andò a formarsi la wicca gardneriana, con la sua dottrina e le festività dei sabbat. Lo stesso Gardner ammise più volte l'impossibilità di ricostruire fedelmente i rituali pagani antichi. Ebbe contatti con diversi occultisti del suo tempo, tra cui Aleister Crowley: Leo Ruickbie, nel suo libro Witchcraft Out of the Shadows, ha evidenziato i riscontri documentali che proverebbero gli stretti legami della wicca, o almeno del gardnerianesimo, con la Thelema di Crowley, il quale avrebbe avuto un ruolo importante nel fornire a Gardner elementi per riscrivere una parte dei rituali. Altri elementi Gardner li desunse dall'Aradia, o il Vangelo delle Streghe di Charles Godfrey Leland e dalla Chiave di Salomone nella versione resa pubblica da Samuel Liddell MacGregor Mathers.
Nella wicca garneriana confluirono anche rituali massoni e rosacrociani: lo studioso Ronald Hutton, nel suo Triumph of the Moon, afferma che la wicca fu pesantemente influenzata dal rosacrocianesimo, in particolare dalla tradizione dell'Ordine rosacrociano di Crotona. Un ruolo lo ebbero anche gli scritti di Rudyard Kipling. Non fu estraneo il periodo vissuto da Gardner in Oriente: nella wicca sono infatti consistenti i contributi di alcune religioni orientali, tra cui il taoismo in prima istanza.
Si deve, però, a Doreen Valiente la composizione di gran parte della poesia rituale wiccan. La Valiente operò una profonda rivisitazione dell'originario Libro delle Ombre gardneriano, espungendo gran parte dei contributi crowleyani e ispirandosi ad altre fonti, come i Carmina Gadelica. Alcune parti furono completamente riscritte, mentre altre furono il frutto della sua vena poetica, come l'Incarico della Dea, la Runa delle Streghe e parte della Rede wiccan. 
Doreen Valiente e altri membri della coven emanarono, inoltre, un primo codice di tredici regole per organizzare la religione wiccan, che limitavano quella tendenza al proselitismo che Gardner stava invece alimentando. In risposta Gardner pubblicò le cosiddette Leggi wiccan, un corpus dottrinale di sua invenzione, che spacciò per tradizione antica, col risultato che la Valiente e altri membri lasciarono la coven di Bricket Wood. La coven fondata da Doreen Valiente fu quindi la seconda nella storia wiccan.
La wicca gardneriana si sarebbe in seguito diffusa e differenziata in diverse tradizioni. Alex Sanders e Raymond Buckland furono i primi a fondare nuove tradizioni, rispettivamente la wicca alexandriana e la Seax Wicca.
Vivianne Crowley, che appartiene sia alla tradizione gardneriana che a quella alexandriana, a proposito delle differenze tra le due tradizioni ritiene che «Gli alexandriani vengono preparati meglio, ma i gardneriani fanno molta più guarigione spirituale e pare che si divertano di più!». In uno dei suoi testi principali, ha evidenziato che, delle due tra le principali fonti della wicca, la magia popolare e la magia cerimoniale, i gardneriani sono più propensi verso la prima, mentre gli alexandriani sono più propensi verso la seconda. Inoltre ha sottolineato come in America la tradizione gardneriana si sia sviluppata in modo molto più formale rispetto a quella britannica ed europea.

## Dottrina
Il pilastro portante della dottrina gardneriana è il Libro delle ombre, scritto inizialmente da Gerald Gardner e poi ampiamente rivisitato e integrato da Doreen Valiente, che rimosse gran parte delle influenze di Alesteir Crowley.
La tradizione gardneriana presenta una teologia improntata sul dualismo tra la Dea e il Dio, rifiutando generalmente l'evoluzione in senso monista della cosmologia di alcune tradizioni wiccan più recenti. La Dea e il Dio sono concepiti nella visione gardneriana come due principi primordiali, simmetrici e complementari, la cui continua interazione cosmica sta alla base della formazione di tutto ciò che esiste. L'energia della Dea e del Dio permea qualsiasi cosa e ogni cosa contiene questa bipolarità, che mantiene il mondo in un perenne equilibrio armonico.
La vita e la morte sono in necessaria ed eterna alternanza, parte dell'eterno ciclo dell'esistente, espressioni anch'esse dell'interazione tra la forza della Dea e la forza del Dio. La vita esiste perché esiste la morte, e la morte esiste perché esiste la vita. Questo principio è universale, applicabile a qualsiasi contesto e fenomeno.
Il wiccan gardneriano deve tendere al giusto equilibrio tra le due forze: non negare uno dei due poli, né favorire unicamente l'altro, ma accettarli entrambi per sé stessi e integrarli in un'esperienza armonica. In questo contesto si inserisce il Rede, altro pilastro portante della dottrina gardneriana. Il principio etico «Se non fai del male (o se non danneggi, o se non ferisci nessuno), fa' ciò che vuoi», espresso alla fine del Rede, è generalmente interpretato come un'esortazione a cercare la propria felicità senza nuocere agli altri. Si traduce in una libertà, che trova il solo limite nel non far male a nessuno, nemmeno a sé stessi.
Questa libertà implica il discernimento della propria volontà autentica e l'impegno a realizzarla, mentre il rispetto dell'altro è vissuto come il limite totalmente naturale delle proprie azioni. Il Rede enfatizza, pertanto, la naturalezza e la spontaneità, che deve caratterizzare l'essere umano che voglia costruire una società basata sull'armonia della natura.

## Organizzazione
La tradizione gardneriana è quella, all'interno della wicca, che ha conservato più fedelmente il carattere di religione misterica. L'iniziazione è considerata un rito fondamentale per l'accesso a una coven. La tradizione gardneriana ha un forte senso della successione iniziatica, chiamata lignaggio. Ogni coven conserva un registro delle iniziazioni, attraverso il quale ogni iniziato può risalire sino a Gerald Gardner attraverso i lignaggi della wicca gardneriana, che corrispondono alle alte sacerdotesse iniziate da Gardner: Doreen Valiente, Dayonis, Lois Bourne, Eleanor Bone, Patricia Crowther, Monique Wilson, Barbara Vickers. La wicca gardneriana è l'unica ad avere mantenuto lignaggi certi.
Ne consegue che il sistema covenale del gardnerianesimo si basa su congreghe autonome tra loro, anche fino alla reciproca segretezza, composte in media da sette od otto e al massimo da dodici membri. La tradizione gardneriana non prevede né grandi gruppi organizzati, né chiese, né associazioni di diritto civile che raggruppino le coven ai fini di un riconoscimento giuridico o del godimento di diritti associativi o di vantaggi fiscali.
Non esiste nella wicca gardneriana una distinzione tra clero e "laici". Il ruolo di sacerdote/sacerdotessa è attribuito a ogni iniziato di primo grado e i ruoli rituali ruotano tra i membri di una coven nel corso dell'anno. Gli iniziati di secondo e terzo grado, sia uomini che donne, sono chiamati alti sacerdoti. Pur non costituendo all'interno della coven gardneriana una gerarchia in senso proprio, sono figure di maggiore prominenza, con il diritto rispettivamente di formare nuovi iniziati e di dare eventualmente vita a nuove coven.

## Riti
Le ricorrenze importanti, durante le quali vengono celebrati i riti nella wicca gardneriana, sono i sabbat e gli esbat. Elemento fondamentale della liturgia gardneriana è lo skyclad, ovvero la nudità rituale e sacra. Lo skyclad è una pratica comune, perché è considerata una garanzia per il pieno contatto con la natura e la comunione rituale tra i partecipanti. I rituali includono l'evocazione dei guardiani dei cinque elementi, nonché della Dea e del Dio. Di fondamentale importanza sono i rituali di purificazione.